# Lumigny-Nesles-Ormeaux
Lumigny-Nesles-Ormeaux är en kommun i departementet Seine-et-Marne i regionen Île-de-France i norra Frankrike. Kommunen ligger i kantonen Rozay-en-Brie som tillhör arrondissementet Provins. År 2022 hade Lumigny-Nesles-Ormeaux 1 482 invånare.
Kommunen skapades 1973 genom en sammanslagning av de tre byarna Lumigny, Nesles and Ormeaux.

## Befolkningsutveckling
Antalet invånare i kommunen Lumigny-Nesles-Ormeaux
| Referens: INSEE |